# Niedernwöhren
Niedernwöhren er en by og kommune i det nordvestlige Tyskland med 2034 indbyggere (2018-12-31), beliggende som administrationsby i Samtgemeinde Niedernwöhren, i den nordvestlige del af Landkreis Schaumburg. Denne landkreis ligger i delstaten Niedersachsen.

## Geografi
Niedernwöhren er beliggende omkring 3 kilometer nordvest for landkreisens administrationsby Stadthagen ved udkanten af Schaumburger Wald. I den nordlige del af kommunen krydser Mittellandkanalen området.
Ud over hovedbyen Niedernwöhren findes bebyggelserne: Horsthöfe, Landwehr, Mittelbrink, Wiehagen og Wulfhagen i kommunen.

### Nabokommuner
Niedernwöhren grænser (med uret fra nordøst) op til Pollhagen, Nordsehl, Meerbeck og Wiedensahl.